# Loury
Loury é uma comuna francesa na região administrativa do Centro, no departamento Loiret. Estende-se por uma área de 34,15 km². Em 2010 a comuna tinha 2 506 habitantes (densidade: 73,4 hab./km²).